# Relaciones Camboya-Venezuela
Las relaciones Camboya-Venezuela se refieren a las relaciones internacionales que existen entre Camboya y Venezuela.

## Historia
En mayo de 1970, la Federación de Centros Universitarios de la Universidad Central de Venezuela, en Caracas, promovió varias jornadas de protesta estudiantil contra la invasión de Estados Unidos a Camboya. A las protestas se sumaron estudiantes de liceos y escuelas técnicas en varias ciudades de Venezuela.
En 2018, durante la undécima edición del Foro Democrático de Bali, el viceministro de Venezuela para Asia, Medio Oriente y Oceanía, Rubén Darío Molina, expresó su interés en ingresar a la Asociación de Naciones del Sudeste Asiático (ASEAN) como socio de diálogo.
Durante la crisis presidencial de Venezuela en 2019, Camboya expresó su respaldo a Nicolás Maduro. En ese mismo año, el viceministro Rubén Darío Molina y el ministro adjunto de relaciones exteriores de Camboya, Ouch Borith, sostuvieron una reunión de trabajo en Camboya y firmaron un memorándum de entendimiento para fortalecer las relaciones bilaterales y la cooperación en múltiples ámbitos.